# 坎氏紋首麗魚
坎氏紋首麗魚，為輻鰭魚綱鱸形目隆頭魚亞目慈鯛科的其中一種，分布於南美洲亞馬遜河流域，體長可達3.3公分，棲息在河川中底層水域，生活習性不明，可做為觀賞魚。